# Tothom la volia morta
Tothom la volia morta  (títol original: Drowning Mona) és una pel·lícula estatunidenca de comèdia d'humor negre de l'any 2000 protagonitzada per Danny DeVito com a Wyatt Rash, cap de la policia local de Verplanck (Nova York) que investiga la misteriosa mort de Mona Dearly (Bette Midler), una veïna de la localitat desagradable, maleducada i cruel que és la dona més odiada del poble, i que va morir ofegada quan va caure al riu amb el cotxe del seu fill. Ha estat doblada al català.

## Argument
La primera escena de la pel·lícula mostra la Mona Dearly (Bette Midler) abandonant casa seva i agafant les claus del cotxe del seu fill. Quan arriba al riu Hudson i trepitja el fre, els frens fallen completament i el cotxe cau al riu amb ella dins sense poder fugir. L'escena és observada per Clarence (Tracey Walter) que estava pescant a prop. Wyatt (Danny DeVito) nota que a la carretera no hi ha senyals de frenada, i pensa en un sabotatge.
El seu fill i el seu espòs, Phil i Jeff (William Fichtner i Marcus Thomas), no semblen afectats per la pèrdua de Mona quan s'assabenten de la tràgica notícia, i no són els únics del poble que reaccionen així. Fins i tot Ellen (Neve Campbell) celebra la seva mort per la manera en què han tractat els Dearly a Bobby (Casey Affleck) a causa del negoci de jardineria. El problema de Bobby ve pel possible acomiadament de Jeff, encara que sempre ha negat la intenció d'acomiadar-ho.
Phil i Rona (Jamie Lee Curtis) tenen un affaire a esquena de Mona, i després de la seva mort no dubten a expressar la seva felicitat però neguen estar involucrats.
Bobby es reuneix amb Murph (Mark Pellegrino) i nega haver tingut res a veure amb la mort de Mona, Bobby li dona una quantitat de diners i després li demana que l'encobreixi.
El comisari Rash dedueix que la dona no era gaire volguda entre els seus veïns. Diu:Un assassinat. 460 sospitosos. No és tant saber "qui ho va fer".. sinó "qui no ho va fer"...

## Repartiment
- Danny DeVito: Cap Wyatt Rash
- Bette Midler: Mona Dearly
- Neve Campbell: Ellen Rash
- Jamie Lee Curtis: Rona Mace
- Casey Affleck: Bobby Calzone
- William Fichtner: Phil Dearly
- Marcus Thomas: Jeff Dearly
- Peter Dobson: Tinent Feege Gruber
- Kathleen Wilhoite: Lucinda
- Tracey Walter: Clarence
- Will Ferrell: Cubby, el director del funeral
- Paul Ben-Victor: Tony Carlucci
- Paul Schulze: Jimmy D.
- Mark Pellegrino: Murph Calzone
- Melissa McCarthy: Shirley
- Brian Doyle-Murray: Tom, el gruísta